# Ingeborg Bachmann
Ingeborg Bachman, znana tudi pod psevdonimom Ruth Keller, avstrijska pisateljica in pesnica, * 25. junij 1926, Celovec, Avstrija, † 17. oktober 1973, Rim, Italija.
Velja za eno izmed najpomembnejših nemško pišočih pesnic in pisateljic 20. stoletja.

## Življenje in delo
Mladost je preživela na Koroškem, pogosto pri sorodnikih slovenskega porekla blizu Šmohorja. Bila je prvi otrok očeta Mathiasa Bachmanna in matere Olge Haas. Med leti 1945 in 1950 je študirala filozofijo, psihologijo, germanistiko in pravo na univerzah v Innsbrücku, Gradcu in Dunaju. V svoji disertaciji se je kritično spoprijela s filozofijo Martina Heideggerja. Njen mentor je bil Victor Kraft, zadnji izmed kroga filozofov in znanstvenikov, ki so v tridesetih letih dvajsetega stoletja, po vzponu nacionalsocialzma v Avstriji, zapustili Dunaj. 
Tekom študentskih let je spoznala Paula Celana (pomemben nemško pišoči lirik), Ilso Aichinger (ena izmed najpomembnejših povojnih avstrijskih avtoric) in Klausa Demusa (umetnostni zgodovinar, pesnik in tesen prijatelj Paula Celana). S Celanom je bila dolgo let v osebni zvezi.
Leta 1953 je prejela literarno nagrado Skupine 47 za zbirko poezij z naslovom Odloženi čas (Die Gestundete Zeit). Istega leta se je preselila v Italijo, po krajšem obdobju v Neaplju se je nazadnje ustalila v Rimu. Avgusta leta 1952 je izšel o njej obširen članek v reviji Der Spiegel, kar ji je prineslo prepoznavnost pri širšem občinstvu. V sodelovanju s skladateljem Hansom Wernerjem Hezejem je po letu 1955 ustvarila radijsko igro Škržati (Die Zikaden), besedilo operete Der Prinz von Homburg in Mladi lord (Der junge Lord).
Leta 1956 je izdala  svojo drugo zbirko pesmi z naslovom Zaklinjanje velikega medveda (Anruf des großen Bären). Istega leta je prejela knjižno nagrado mesta Bremen in postala dramaturginja pri bavarski televiziji. Leta 1958 je spoznala enega najpomembnejših švicarskih pisateljev Maxa Frischa in se preselila v Zürich. Istega leta je izšla radijska igra Dobri Bog z Manhattna (Der gute Gott von Manhattan), za katero je leto kasneje prejela pomembno nagrado Kriegsblindenpreis, ki ji je prinesla še večjo prepoznavnost. Po letu 1960 se je s Frischem preselila nazaj v Rim. Tukaj je dokonča svojo prvo pripoved Trideseto leto (Das dreißigste Jahr), za katero je prejela nagrado nemške kritike. Sprejeta je bila tudi za članico Berlinske akademije umetnosti (Berliner Akedemie der Kunste).
Konec leta 1962 je sledila ločitev od Frischa, ki jo je slabo prenesla in se je morala večkrat zdraviti. Med leti 1963 in 1965 je živela v Berlinu, kjer je pričela z delom na romanu Malina. V tem času, natančneje leta 1964, je prejela Büchnerjevo nagrado. Leto kasneje se je zaradi odvisnosti od tablet in alkohola spet umaknila v Rim. Umrla je leta 1973 v Rimu, zaradi požara v svojem stanovanju, ker je zaspala s cigareto.

## Delo

### Lirika
- 1953: Odloženi čas (Die gestundete Zeit)
- 1956: Zaklinjanje velikega Medveda (Anruf des großen Bären)
- 1998: Lette, neobjaljene pesmi
- 2000: Ne poznam boljšega sveta (Ich weiß keine bessere Welt)

### Proza
- 1961: Trideseto leto (Das dreißigste Jahr)
- 1971: Malina
- 1972: Simultano (Simultan)
- 1995: »Todesarten« -Projekt. Kritčna izdaja

### Radijske igre
- 1952: Trgovina s sanjami (Ein Geschäft mit Träumen)
- 1955: Škržati (Die Zikaden)
- 1958: Dobri bog z Manhattana (Der gute Gott von Manhattan)

### Besedila v operetah
- 1952: Monolog kneza Miškina (Ein Monolog des Fürsten Myschkin)
- 1960: Princ von Homburg (Der Prinz von Homburg)
- 1965: Mladi Lord (Der junge Lord)

### Eseji
- 1960: Težave sodobne književnosti (Probleme zeitgenössischer Dichtung)
- 1965: Kraj za naključja ( Ein Ort für Zufälle)
- 1998: Rimske reportaže (Römische Reportagen)
- 2005: Kritični spisi (Kritische Schriften)

### Prevodi
- 1952: Thomas Wolfe, Moška hiša (Das Herrschaftshaus)
- 1961: Giuseppe Ungaretti,  Pesmi (Gedichte)

### Pisma
- s Paulom Celanom (izdano 2008)
- s Hansom Wernerjem Henzejem (izdano 2004)

## Priznanja
- 1953 Nagrada skupine Gruppe 47
- 1957 Književna nagrada mesta Bremen
- 1959 Nagrada za radijsko igro (Hörspielpreis der Kriegsblinden)
- 1961 Nagrada nemške kritike (Deutscher Kritikerpreis)
- 1964 Nagrada Georga Büchnerja
- 1968 Velika avstrijska državna nagrada za literaturo
- 1971 Nagrada Antona Wildgansa